# Scandinavian Airlines System
Scandinavian Airlines System, en suédois SAS AB, (code AITA : SK, code OACI : SAS) est une compagnie aérienne scandinave.
Le groupe SAS possédait auparavant la compagnie aérienne régionale Widerøe et les compagnies aériennes disparues Aerovias Guest, Spanair, Braathens, Flyveselskap, bmi (40 %) et Blue1. Elle détient aussi 37,5 % d'Air Greenland et 2,66 % d'Estonian Air. Depuis octobre 2023, la compagnie est détenue à hauteur de 19,9% par le groupe franco-néerlandais Air France-KLM.

## Historique

### Aux origines: une alliance au Nord
SAS trouve ses origines dans un partenariat formé le 1er août 1946 pour gérer le trafic aérien combiné de trois pays scandinaves (Danemark, Norvège et Suède).
Ses opérations débutent le 17 septembre 1946 sous la direction de Per A. Norlin grâce à la coordination des opérations de trois compagnies aériennes scandinaves existantes : Svensk Interkontinental Lufttrafik AB (compagnie aérienne privée suédoise appartenant à la famille Wallenberg), Det Danske Luftfartselskab A/S et Det Norske Luftfartselskap AS (respectivement compagnies nationales du Danemark et de la Norvège).
En 1948, la compagnie nationale suédoise AB Aerotransport rejoint SAS et coordonne rapidement ses opérations avec l'alliance. Trois ans plus tard, en 1951, les sociétés fusionnent officiellement pour former le Consortium SAS.
Lors de sa création, la propriété de la compagnie aérienne était divisée entre SAS Danmark (28,6 %), SAS Norge (28,6 %) et SAS Sverige (42,8 %), qui appartenaient toutes à 50 % à des investisseurs privés et à 50 % à leurs gouvernements.

### Âge d'or et routes polaires
Dès sa création, elle devient une compagnie aérienne majeure du ciel européen en ouvrant son premier service international en reliant Stockholm et New-York.
En l'espace de six mois, SAS établit un nouveau record pour le transport du fret aérien le plus lourd à travers l'Atlantique sur un avion de ligne régulier en expédiant un panneau électrique de 1 400 livres (600 kg) depuis New-York à la société Sandvik en Suède.
En 1954, SAS inaugure la première ligne aérienne transarctique régulière, reliant Copenhague à Los Angeles via le Pôle Nord. Ses Douglas DC-6B sont engagés depuis Copenhague à Los Angeles avec escales à Søndre Strømfjord (aujourd'hui Kangerlussuaq) au Groenland et à Winnipeg au Canada. Opérés une fois par semaine, le trafic croissant justifie l'augmentation de la fréquence à trois vols par semaine à l'été 1956, prisé par les célébrités hollywoodiennes et des membres de l'industrie cinématographique l'itinéraire devient un porte-étendard publicitaire pour SAS. Grâce à une structure tarifaire qui permettait le transit gratuit vers d'autres destinations européennes via Copenhague, cette route transpolaire a gagné en popularité auprès des touristes américains tout au long des années 1950.
En 1957, SAS a été la première compagnie aérienne à offrir un service autour du monde au-dessus du pôle Nord via une deuxième route polaire desservie par des Douglas DC-7C volant de Copenhague à Tokyo via l'aéroport international d'Anchorage en Alaska. Le vol via l'Alaska était une solution de compromis puisque l'Union soviétique interdisait le survol de la Sibérie entre l'Europe et le Japon aux compagnies européennes, tandis que l'espace aérien chinois était également fermé.

### Ère des jets et modèle Pan-AM
En 1959, SAS intègre des avions à réaction à sa flotte avec l'achat de Caravelles Sud-Aviation de construction française et de Douglas DC-8, au cours de l'année suivante. En 1971, SAS met en service son premier gros porteur, le Boeing 747.
Parallèlement à la modernisation de la flotte, SAS adopte des pratiques et des systèmes d'exploitation innovants pour améliorer l'expérience client. En 1965, elle a été la première compagnie aérienne à introduire un système de réservation électronique et en 1982 elle est reconnue comme la compagnie aérienne la plus ponctuelle opérant en Europe à cette époque.
Sur le modèle de la Pan-AM, la compagnie aérienne construit deux grands hôtels dans le centre de Copenhague, le SAS Royal Hotel (cinq étoiles) et le SAS Hotel Scandinavia encore plus grand (quatre étoiles, avec un casino au 26e étage) pour offrir une expérience globale de voyage à ses clients. En 1980, SAS a ouvert son premier hôtel en dehors de la Scandinavie, le SAS Kuwait Hotel. En 1989, la division hôtelière de SAS détenait une part de 40 % dans le groupe Intercontinental Hotels.
À son apogée, dans les années 1980, la compagnie est classée comme meilleure compagnie aérienne du monde, et plus grande compagnie aérienne des pays scandinaves. En 1997, elle devient membre fondateur de Star Alliance, qu’elle a officiellement quittée le 29 avril 2024 au profit de l’alliance Skyteam à la suite du rachat d'une partie de ses parts par le groupe AirFrance - KLM.

### Déclin et menace de faillite de 2022
À la suite de la déréglementation de l'aviation commerciale en Europe et aux pressions concurrentielles de nouveaux rivaux, SAS a connu des difficultés économiques (tout comme de nombreuses compagnies aériennes historiques). L'arrivée des compagnies aériennes low-cost a profondément impacté SAS, qui a eu du mal à trouver sa place dans ce nouvel environnement très concurrentiel,. Dès 1992, SAS cède sa chaîne hôtelière au Radisson Hotel Group.
À partir des années 2010, la compagnie connaît des difficultés financières récurrentes et en 2012, les États danois, suédois et norvégien, principaux actionnaires de la compagnie, accordent une ligne de crédit renouvelable à la compagnie aérienne.
En 2020, SAS est durement touchée par la pandémie de COVID-19 et la chute du trafic aérien. 40 % de son personnel est licencié et bénéficie d'une recapitalisation de plus d'un milliard d'euros de la part des États danois et suédois,. Le gouvernement norvégien accorde un prêt de 153 millions de dollars à la compagnie.

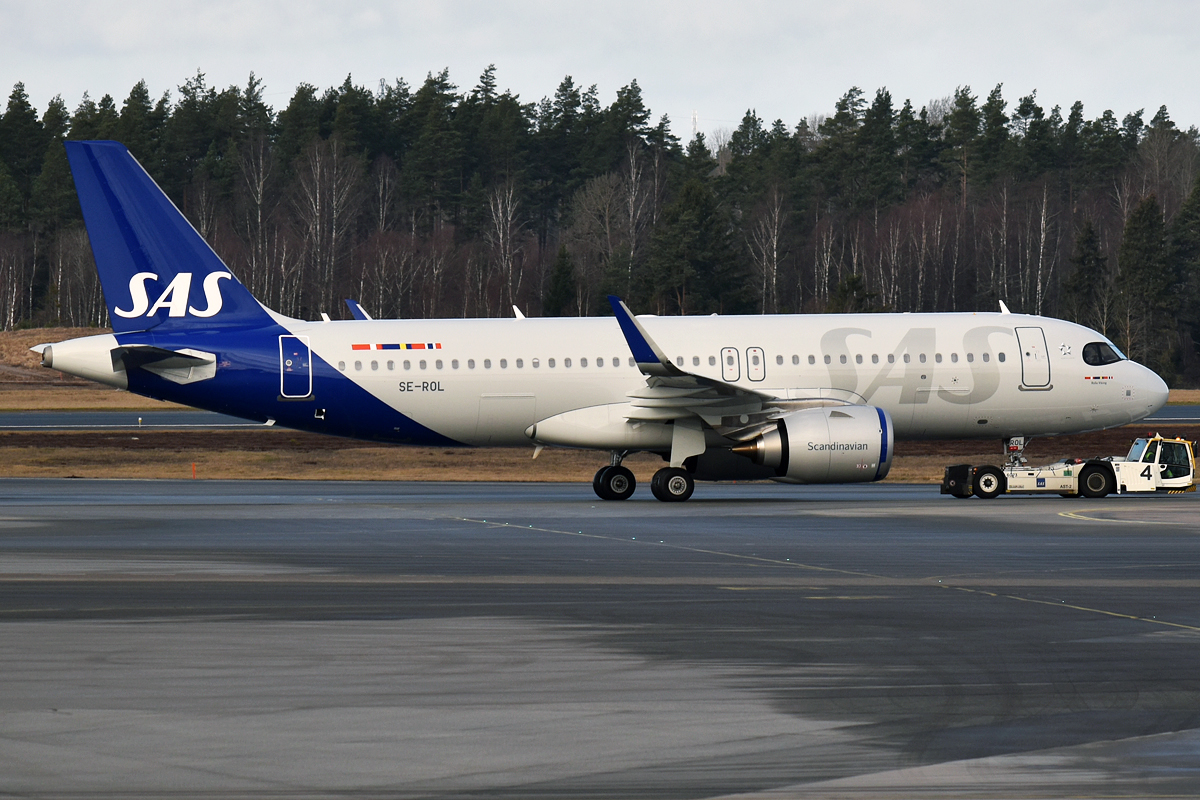
Airbus A320-251N (SE-ROL).

En février 2022, la compagnie aérienne lance un nouveau plan visant à assurer sa survie, combinant d'importantes économies et une augmentation de capital,. Cependant, le gouvernement norvégien refuse d'injecter à nouveau de l'argent dans la compagnie, tout comme le gouvernement suédois qui annonce en plus vouloir complètement quitter l'actionnariat de SAS à long-terme.
En juillet 2022, face à la menace de voir leurs salaires diminuer dans le cadre du plan d'économie, les pilotes de la compagnie entament un mouvement de grève qui entraîne l'annulation de 60% des vols et affecte plusieurs dizaines de milliers de passagers par jour. Le 5 juillet, dans une situation financière critique, la compagnie déclare se mettre sous la protection du chapitre 11 de la loi américaine sur les faillites pour pouvoir continuer à opérer tout en se restructurant. Entre août et octobre 2022, la compagnie aérienne connaît une perte nette de 113 millions d'euros. En août 2024, après plus de deux ans de restructuration, la compagnie annonce être sortie de sa situation financière critique et déclare ne plus dépendre de la protection du Chapitre 11.
Le 4 juillet 2025, Air France-KLM annonce son intention de prendre le contrôle de SAS en portant sa participation de 19,9 % à 60,5 %.

## Les logos SAS

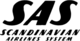
1944-1983.
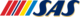
1983-1998.
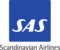
1998-2016.
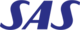
2016-Maintenant.

## Le groupe SAS

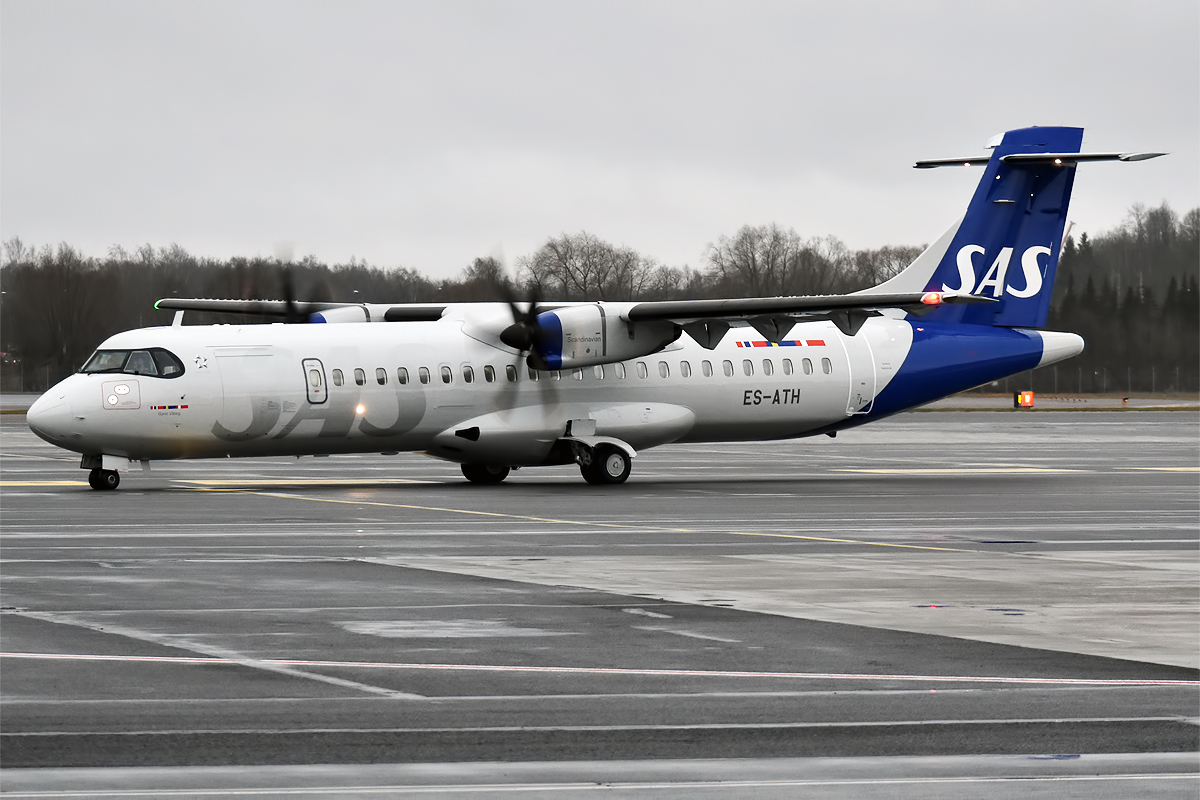
ATR 72-600 de SAS.

La compagnie SAS est actuellement le premier transporteur aérien dans les pays nordiques et également un membre fondateur de Star Alliance. Elle met en service deux hubs principaux, l’aéroport Arlanda à Stockholm et l’aéroport Kastrup à Copenhague. L’aéroport d’Oslo est desservi principalement par des connexions avec les deux autres hubs suédois et danois. La flotte comprend 130 aéronefs.
La compagnie, en tant que SAS Group (en), possédait auparavant plusieurs filiales : Braathens (disparue en 2004), et Wideroe en Norvège (revendue en 2016), et Blue1 (revendue et disparue en 2015) en Finlande. Elle détenait aussi 94,9 % de Spanair jusqu'en 2009 (et encore 20 % jusqu'à sa faillite en 2012), 25 % de Skyways Express jusqu'à sa disparition en 2012 et 40 % de BMI jusqu'en 1999 (encore 20 % jusqu'en 2007).
Elle possédait également SAS International Hotels, devenue Rezidor (en), une chaine hôtelière devenue propriété de Carlson par l'intermédiaire de Radisson. L'hôtel le plus emblématique de cette ancienne filiale reste le SAS Royal Hotel.
Elle détient toujours 37,5 % de Air Greenland et 2,66 % d’Estonian Air.
En 2005, le groupe SAS a transporté environ 36,2 millions de passagers.

## Condamnations
Le 9 novembre 2010, la Commission européenne condamne SAS ainsi que dix autres compagnies aériennes pour entente illicite qui viole les règles des traités européens. Ces entreprises s'étaient secrètement entendues pour exiger des surtaxes sur le transport de fret à partir de ou vers l'Union européenne. SAS est condamnée à verser une amende de 70 millions d'euros au budget européen.

## Critiques
En février 2020, une campagne publicitaire de la compagnie aérienne mettant en avant que toutes les traditions ont été importées est retirée puis modifiée du fait de l'embrasement des réseaux sociaux et des protestations des hommes politiques d'extrême droite, Démocrates de Suède ou Parti populaire danois (DF). Le film promotionnel proclamait : « Qu'est-ce qui est vraiment scandinave ? Absolument rien. Tout est copié ». Il souligne que les boulettes de viande suédoises viennent de Turquie, les pâtisseries danoises d'Autriche, la réglisse de Chine et la politique progressiste de Grèce. Richard Jomshof, député et secrétaire national des Démocrates de Suède s'est ainsi insurgé de ces « absurdités » et de cette « haine de soi ».

## Organigramme
SAS GROUP
- SAS Scandinavian Airlines
  - Scandinavian Airlines Danmark
  - Scandinavian Airlines Norge
  - Scandinavian Airlines Sverige
  - Scandinavian Airlines International
- SAS Aviation Services
  - SAS Ground Services
  - SAS Technical Services
  - SAS Cargo

## Flotte

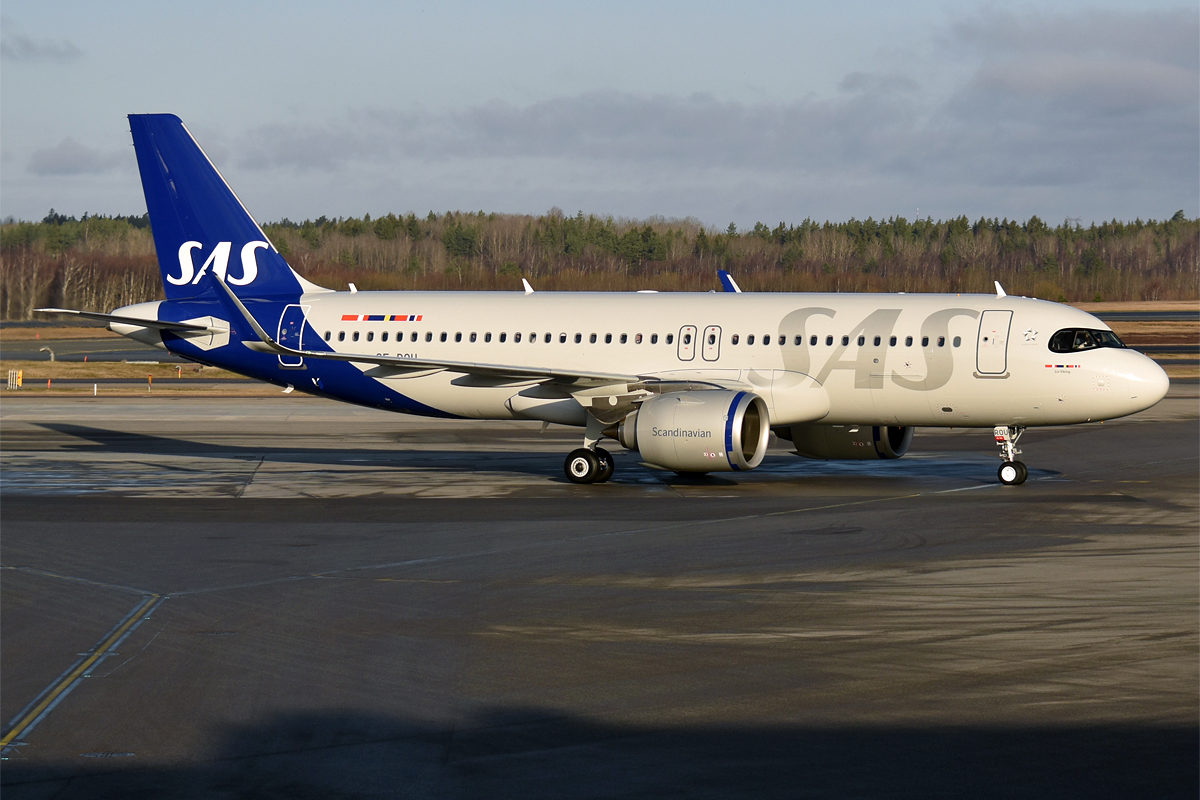
Airbus A320neo de SAS.

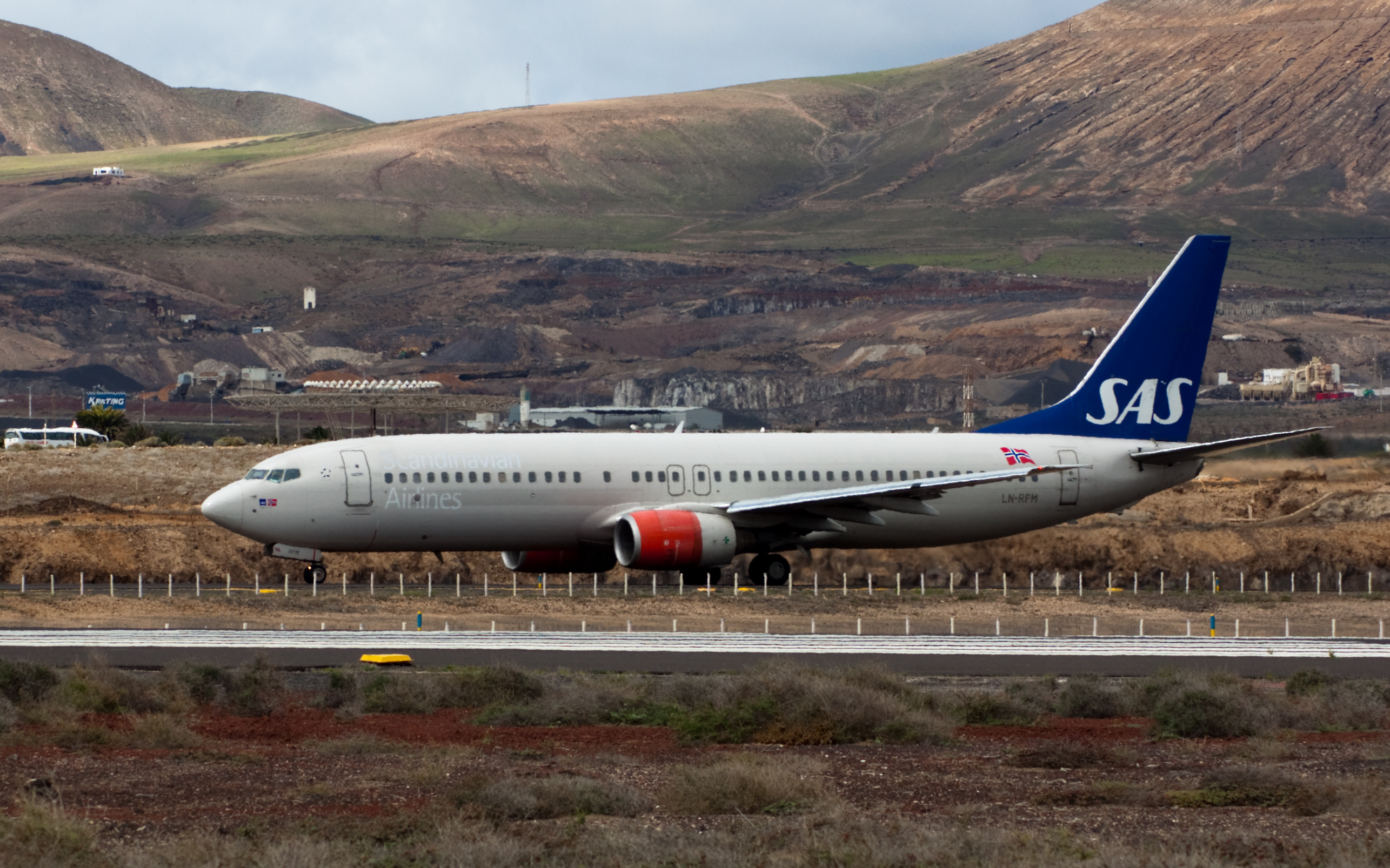
Boeing 737-800.

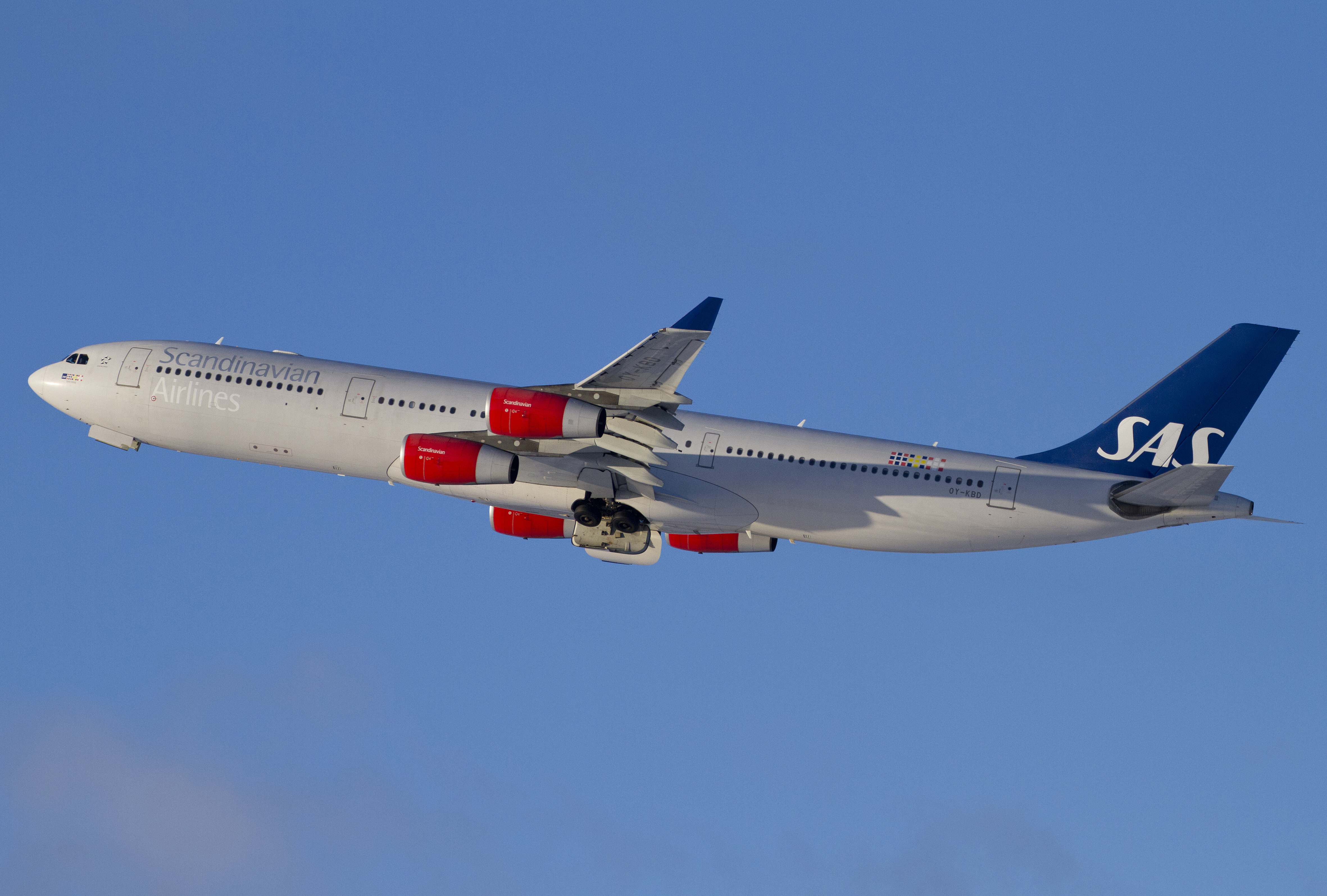
Airbus A340-300 au décollage à Stockholm.

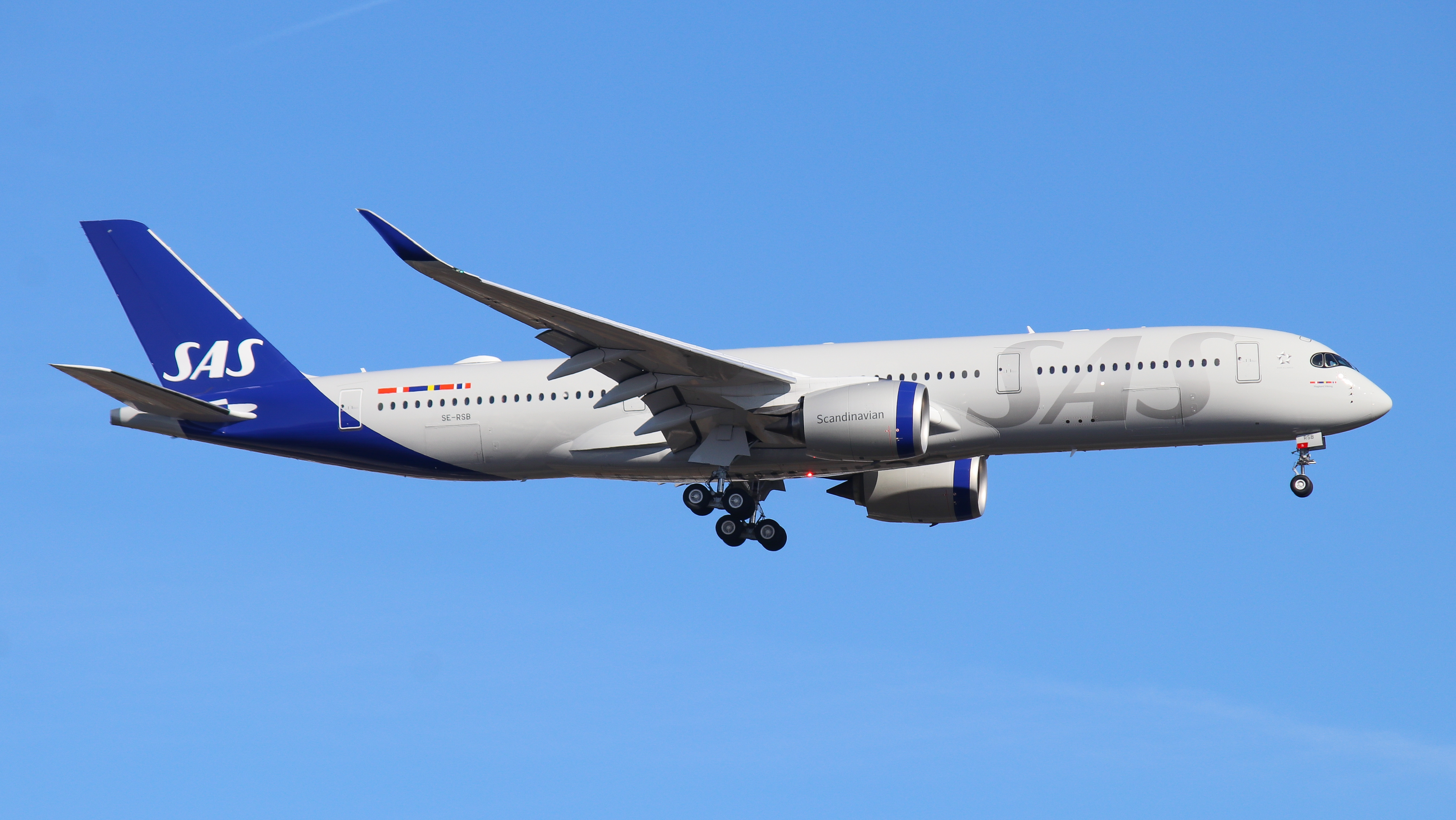
Airbus A350 avec la nouvelle livrée.

En janvier 2023, les appareils suivants sont en service au sein de la flotte de Scandinavian Airlines, :
| Appareils                  | En service | Commandes | Passagers | Passagers | Passagers | Passagers | Notes                                                     |
| Appareils                  | En service | Commandes | C         | Y         | M         | Total     | Notes                                                     |
| -------------------------- | ---------- | --------- | --------- | --------- | --------- | --------- | --------------------------------------------------------- |
| Airbus A319-100            | 4          | —         | —         | —         | 150       | 150       |                                                           |
| Airbus A320-200            | 11         | —         | —         | —         | 168       | 168       |                                                           |
| Airbus A320neo             | 38         | 19        | —         | —         | 180       | 180       | Livraisons jusqu'en 2025.                                 |
| Airbus A321-200            | 4          | —         | —         | —         | 200       | 200       | —                                                         |
| Airbus A321LR              | 3          | —         | 22        | 12        | 123       | 157       | Première livraison en octobre 2020, immatriculé "SE-DMO". |
| Airbus A330-300            | 8          | —         | 32        | 56        | 174       | 262       |                                                           |
| Airbus A330-300            | 8          | —         | 32        | 56        | 178       | 266       |                                                           |
| Airbus A350-900            | 5          | 2         | 40        | 32        | 228       | 300       | Remplacent les Airbus A340-300.                           |
| Avions loués avec équipage |            |           |           |           |           |           |                                                           |
| Airbus A320neo             | 19         | —         | —         | —         | 180       | 180       | Opéré par Scandinavian Airlines Connect.                  |
| ATR 72-600                 | 6          | —         | —         | —         | 70        | 70        | Opéré par Nordica.                                        |
| Bombardier CRJ900          | 14         | —         | —         | —         | 90        | 90        | Opéré par CityJet.                                        |
| Bombardier CRJ900          | 6          | —         | —         | —         | 90        | 90        | Opéré par Nordica.                                        |
| Embraer 190                | 5          | 1         | —         | —         | 180       | 180       | Opéré par SAS Link.                                       |
| Total                      | 132        | 22        |           |           |           |           |                                                           |

### Flotte Historique

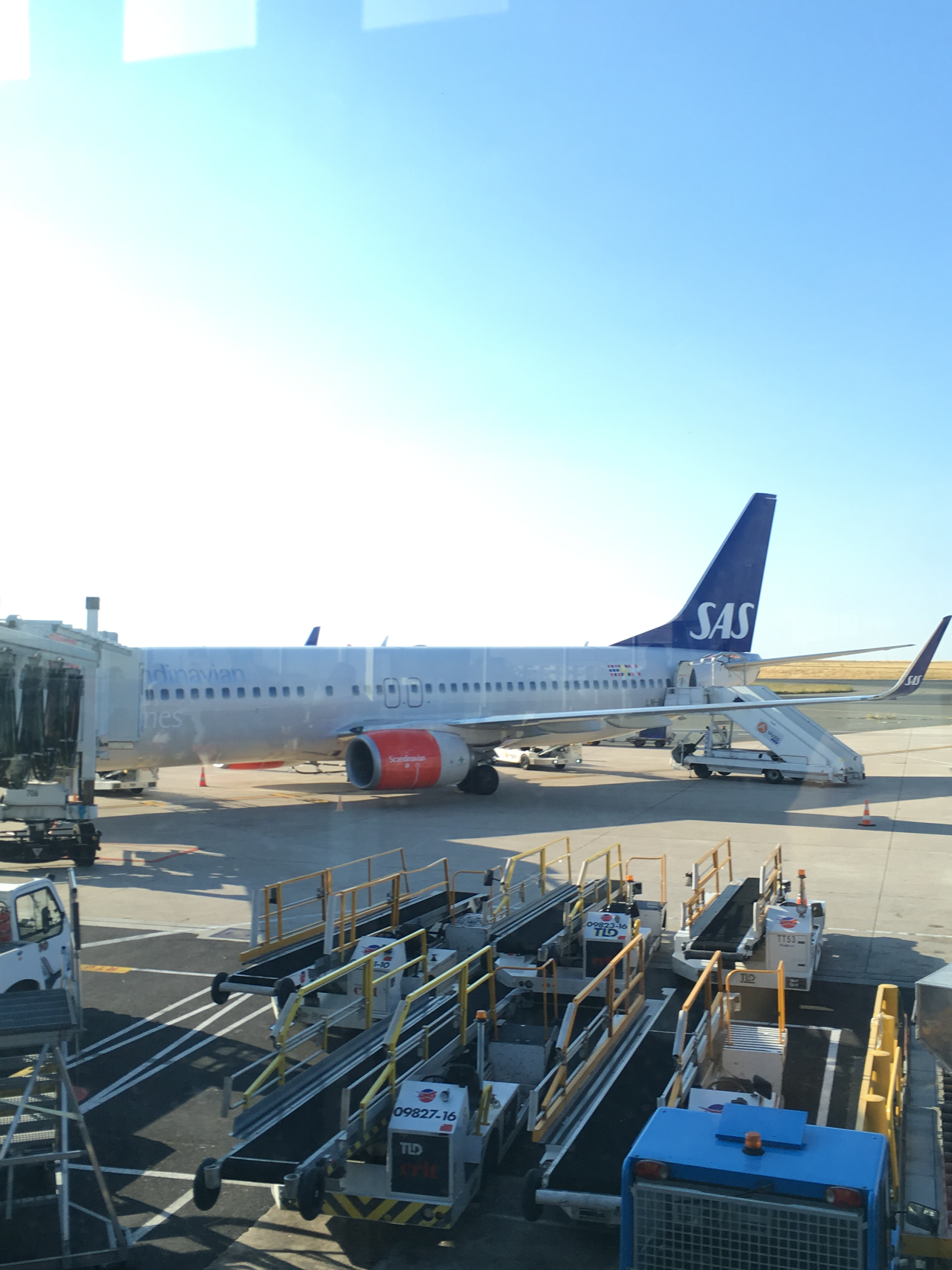
Boeing 737-800 à Paris-Charles De Gaulle.

| Avion                      | Années de service | Note                       |
| -------------------------- | ----------------- | -------------------------- |
| Boeing B-17 "Felix"        | 1946              | de ABA                     |
| Junkers Ju 52/3m           | 1946-1956         | de DNL                     |
| DC-3                       | 1946-1957         |                            |
| DC-4                       | 1946-1956         |                            |
| Vickers Viking             | 1948-1949         | de DDL                     |
| DC-6                       | 1948-1960         |                            |
| Saab 90 Scandia            | 1950-1957         | de ABA                     |
| DC-8B                      | 1952-1964         |                            |
| DC-7                       | 1956-1967         |                            |
| Convair 440 Metropolitan   | 1956-1976         |                            |
| Sud Aviation Caravelle III | 1959-1974         |                            |
| Douglas DC-8               | 1960-1988         |                            |
| Convair 990                | 1962-1966         |                            |
| DC-9                       | 1967-2012         | DC-9-81, -83, -87          |
| BAC 1-11                   | 1967-1968         | De British Eagle           |
| Boeing 747                 | 1971-1987         |                            |
| DC-10                      | 1974-1991         |                            |
| Airbus A300                | 1980-1984         |                            |
| Fokker F27                 | 1984-1990         | SAS Commuter               |
| Boeing 767                 | 1989-2004         |                            |
| Fokker 50                  | 1990-2010         | SAS Commuter]              |
| Boeing 737-500             | 1993-1995         |                            |
| Boeing 737-400             | 1989-2013         |                            |
| Boeing 737-500             | 1990-2013         |                            |
| Fokker F28                 | 1993-1999         |                            |
| MD-90                      | 1996-2008         |                            |
| Saab 2000                  | 1997-2003         |                            |
| Bombardier Dash 8 Q400     | 2000-2007         |                            |
| McDonnell Douglas MD-81/82 | 1985-2013         |                            |
| Airbus A340-300            | 2001-2020         | Remplacés par des A350-900 |

## Galerie

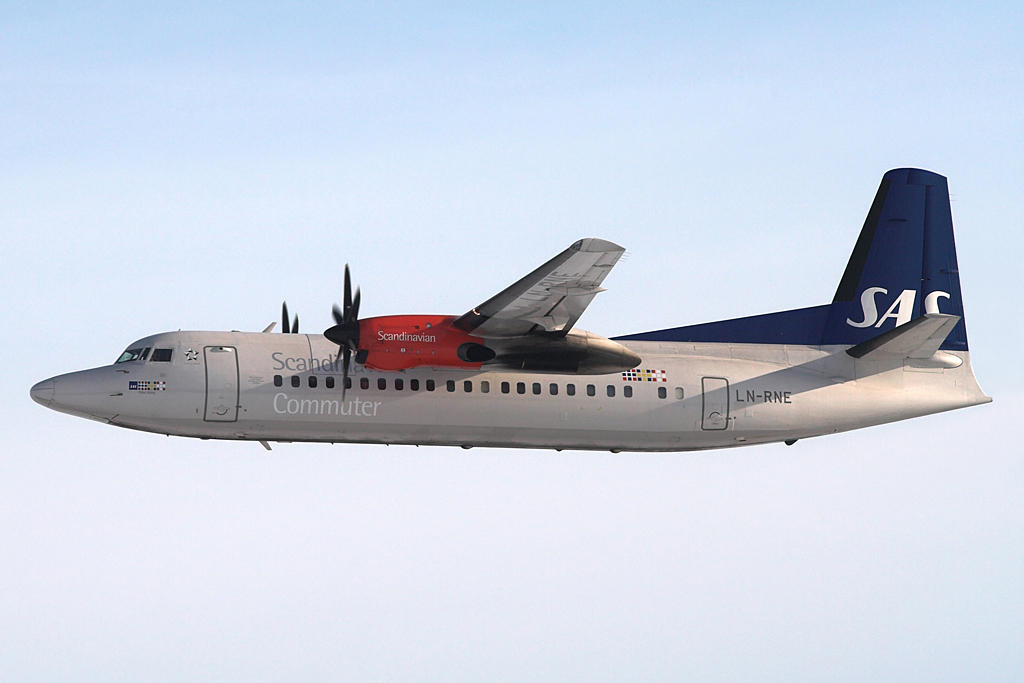
Fokker50.
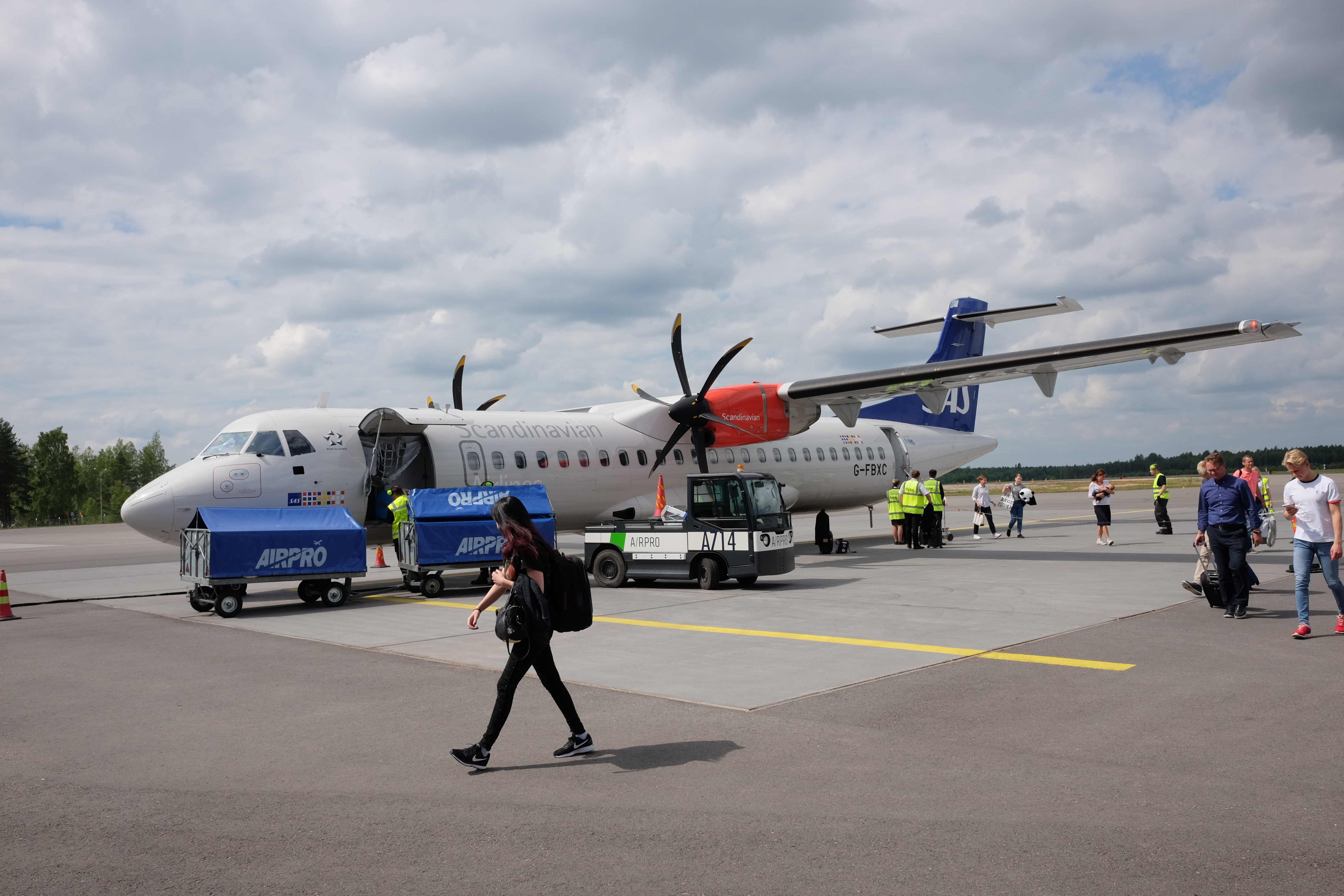
ATR72-600.
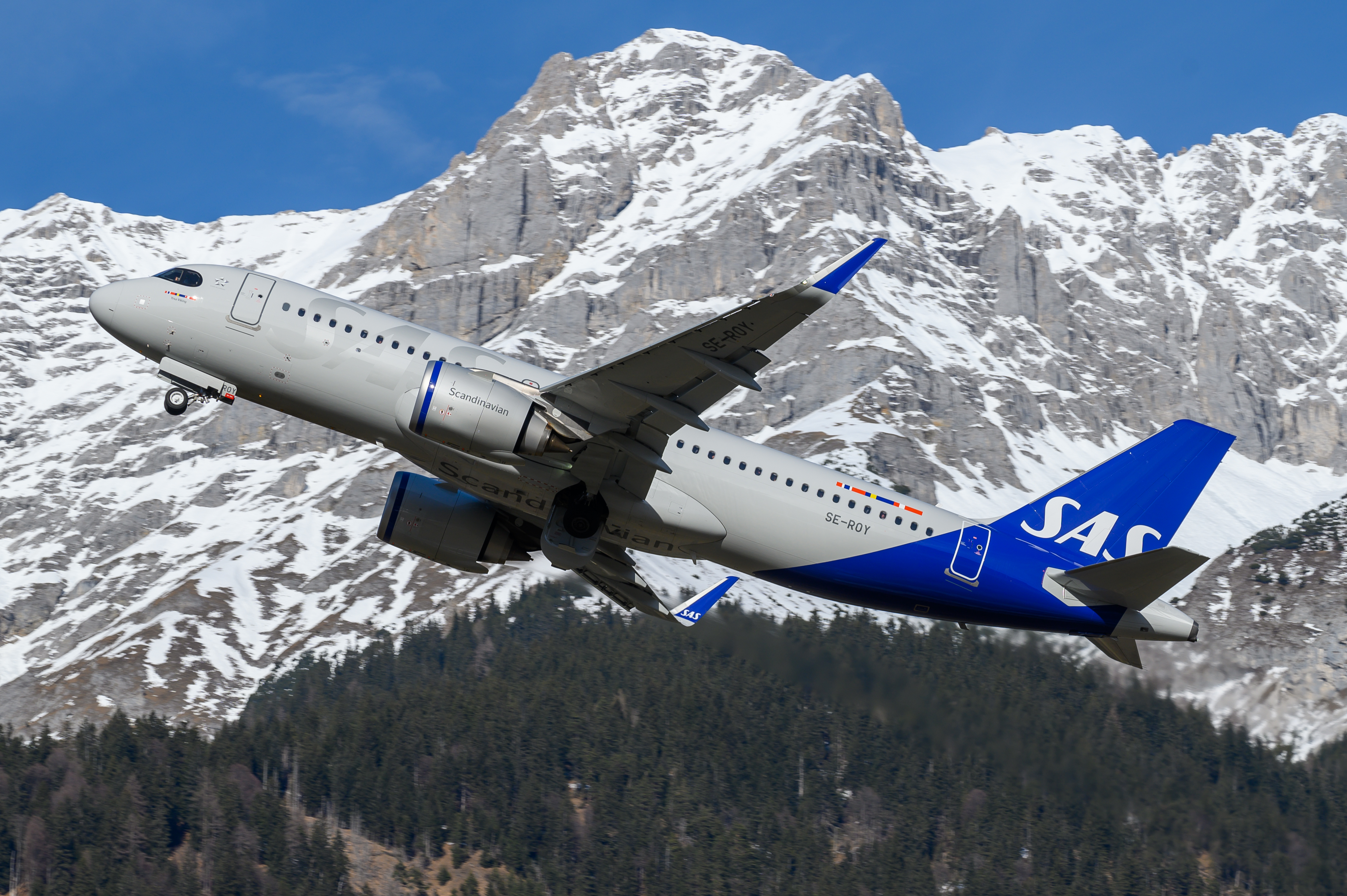
Nouvelle livrée de la compagnie.
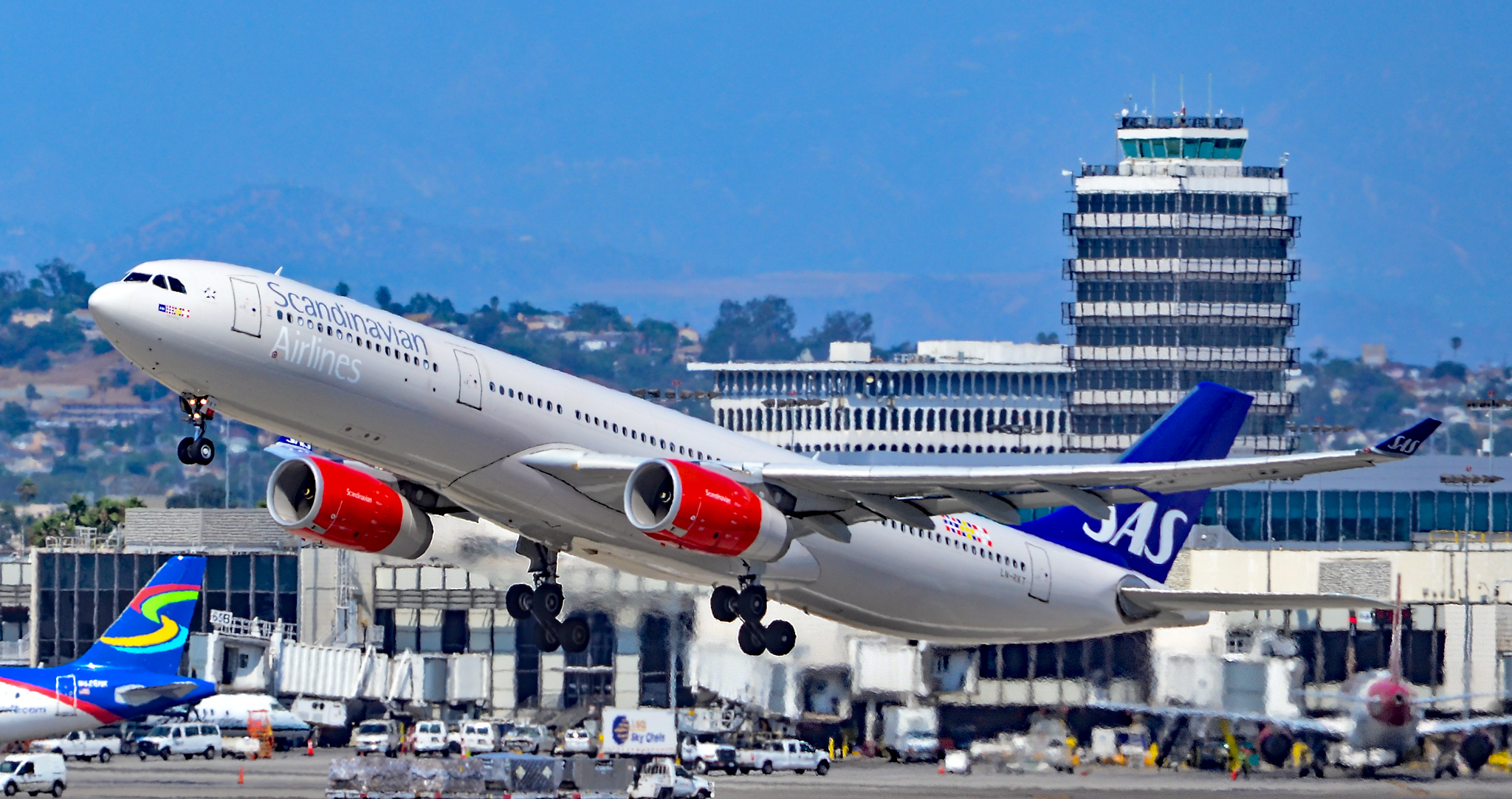
Airbus A330-343 "Bele Viking".
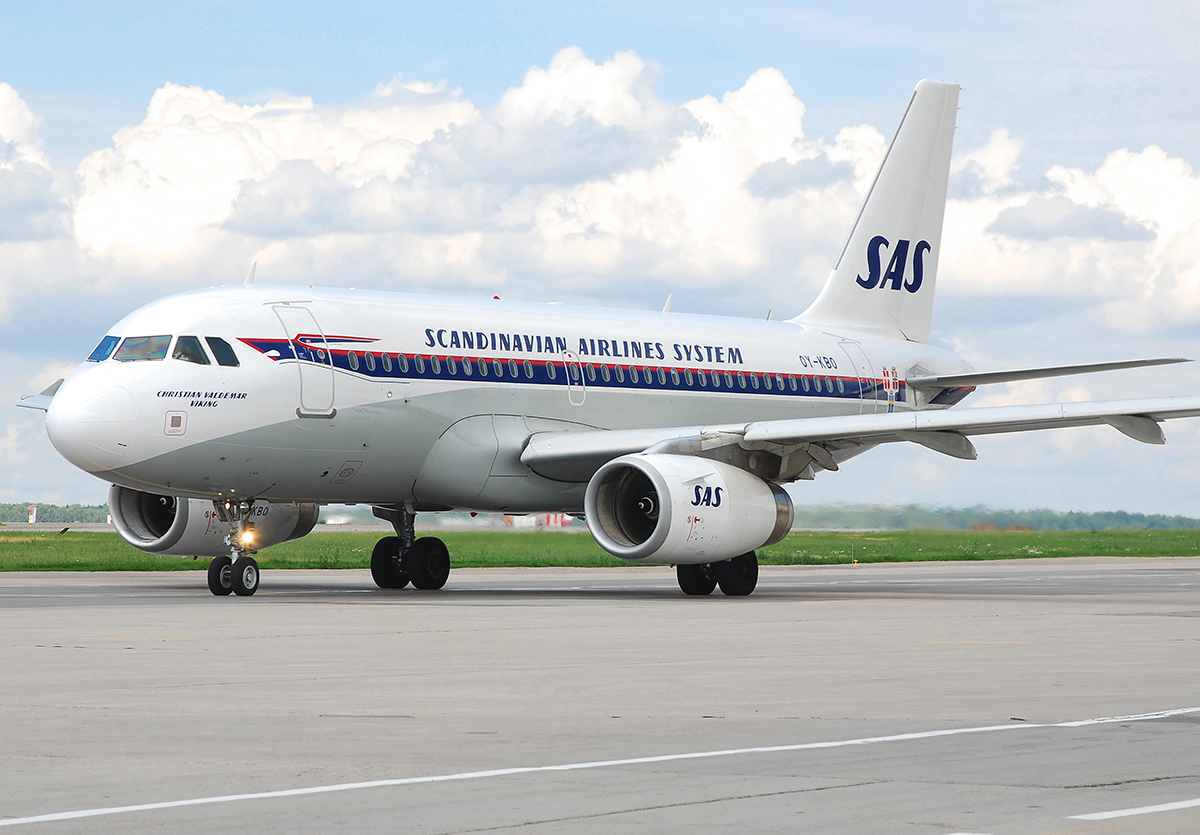
Livrée retro sur un A319.